# Ivan Ivanji
Ivan Ivanji, né le 24 janvier 1929 à Zrenjanin et mort le 9 mai 2024 à Weimar, est un écrivain serbe.

## Biographie
Né en 1929 à Zrenjanin, — à l’époque dans le royaume de Yougoslavie, — Ivan Ivanji est interné à Auschwitz et Buchenwald entre 1944 et 1945.
Après la seconde guerre mondiale, il publie des romans en serbe et en allemand.
Il travaille à Belgrade comme enseignant, directeur de théâtre, journaliste, mais aussi longtemps comme interprète du chef de l’État, le maréchal Tito, et comme conseiller de l’ambassade de Yougoslavie en Allemagne.
Ivan Ivanji meurt le 9 mai 2024 à Weimar, âgé de 95 ans.